# Bothriochloa erianthoides
Bothriochloa erianthoides är en gräsart som först beskrevs av Ferdinand von Mueller, och fick sitt nu gällande namn av Charles Edward Hubbard. Bothriochloa erianthoides ingår i släktet Bothriochloa och familjen gräs. Inga underarter finns listade i Catalogue of Life.